# Иринопольская митрополия
Иринопо́льская митропо́лия (греч. Ιερά Μητρόπολις Ειρηνουπόλεως, в 1999—2004 годы — Дар-эс-Сала́мская митропо́лия, греч. Ιερά Μητρόπολις Νταρ Ελ Σαλάμ) — епархия Александрийской православной церкви на территории восточной части Танзании и Сейшельских островов (Западная часть Танзании, где проживает бо́льшая часть православных верующих страны, входит в Мванзскую митрополию).

## История
28 ноября 1958 года Александрийским патриархатом была учреждена Иринопольская и Восточноафриканская митрополия, в которую вошли территории Кении, Уганды и Танзании с кафедрой в городе Дар-эс-Саламе в Танзании. Её территория была выделена из обширной Йоханнесбургской митрополии.
В 1971 году на средства Архиепископа Кипрского Макария III в Найроби было построено здание митрополии, и кафедра была перенесена сюда из Дар-эс-Салама.
В конце 1972 года для митрополии были избраны для служения в качестве викарных епископов три чернокожих клирика: Христофор (Спартас) (рукоположён 17 декабря 1972) и Феодор (Нанкьяма)  (рукоположён 22 декабря 1972) для Уганды, а также Георгий (Гатуна) (рукоположён 25 февраля 1973) для Кении. Это были первые епископские хиротонии чернокожих клириков.
В 1981 году Патриаршая семинария Архиепископа Макария III была открыта в Рируте, пригороде Найроби. Изначально в школе обучались только учащиеся из Восточноафриканской митрополии. Потом студенты начали приезжать со всего африканского континента.
28 ноября 1994 года митрополия была разделена на Кенийскую и Иринопольскую (в пределах Кении и Танзании) и Кампальскую митрополию (в пределах Уганды). Кафедры Кенийской и Иринопольской митрополии в Найроби и Дар-эс-Саламе.
23 ноября 1999 года в пределах восточной Танзании была образована Дар-эс-Саламская митрополия с кафедрой в Дар-эс-Саламе, выделенная из Кенийской митрополии. К моменту образования Дар-эс-Саламской и Восточнотанзанийской митрополии на её территории действовало 5 православных храмов: митрополичий собор преподобномученицы Параскевы в Дар-эс-Саламе (1952), церковь Успения Пресвятой Богородицы (1947) в Кундучи, церковь великомученика Георгия Победоносца в Танге (1951), церковь Благовещения Пресвятой Богородицы в Аруше (1954), церковь великомученика Димитрия Солунского в Иринге (1973).
Строительство храмов возобновил митрополит Протерий (Павлопулос), воздвигший церкви великомучника Георгия Победоносца в Кимамба (2002) и преподобных Андроника и Афанасии (2003) в Киндамали.
27 октября 2004 года решением Священного Синода Дар-эс-Саламская митрополия была переименована в Иринопольскую, при этом в её состав вошли была передана от Кенийской митрополии территория Республики Сейшельские острова, а правящему епископу усваивался титул «митрополит Иринопольский, ипертим и экзарх Восточной Танзании и Сейшельских островов».
Миссионерская, благотворительная (в том числе медицинская помощь) и просветительская деятельность активизировалась при митрополите Димитрии (Захаренгасе), избранном 27 октября 2004. Если в 2005 году число православных христиан в Иринопольской митрополии составляло 300 человек, то к началу 2010 годов количество достигло 50 тысяч человек. В течение первых 3 лет архиерейского правления митрополита Димитрия под его руководством была возведена 21 церковь, не считая молельных домов из тростника. Большинство клириков к началу 2010-х годов митрополии составляли африканцы, были также греки, сербы и англичане. Митрополия делится на 7 округов: Дар-эс-Салаам, Аруша, Моши, Танга, Иринга, Морогоро и Сейшельские острова.
17 ноября 2016 года решением Священного Синода Александрийской Православной Церкви часть территории епархии отошла к новой Арушской и Центрально-Танзанийской епископии.

## Епископы
Иринопольская и Восточноафриканская митрополия
- Николай (Варелопулос) (25 января 1959 — 10 мая 1968)
- Никодим (Галиацатос) (22 декабря 1968 — 1 декабря 1972)
- Фрументий (Насиос) (1 декабря 1972 — 18 марта 1981)
- Анастасий (Яннулатос) (23 октября 1981 — 8 января 1991) временный управляющий
- Пётр (Папапетру) (октябрь 1991 — 28 ноября 1994) временно управляющий, митрополит Аккрский;

Дар-эс-Саламская митрополия
- Филимон (Ангелопулос-Айаннанитис) (23 ноября 1999 — 4 ноября 2000)
- Серафим (Киккотис) (ноябрь 2000 — март 2001) временно управляющий, митрополит Кенийский
- Протерий (Павлопулос) (3 марта 2001 — 27 октября 2004)

Иринопольская митрополия
- Димитрий (Захаренгас) (с 27 октября 2004)